# Tudorska arhitektura
Tudorski arhitekturni slog je končni razvoj srednjeveške arhitekture v Angliji in Walesu v obdobju Tudorjev (1485–1603) in celo po njem, pa tudi pogojna uvedba renesančne arhitekture v Britanijo. Sledil je poznogotskemu perpendicular slogu in se postopoma razvil v estetiko, ki je bila bolj skladna s trendi, ki so se že gibali na celini, kar dokazujejo drugi narodi, ki so že imeli renesanso, tako v Italiji, zlasti pa Francija, ki je že globoko v svoji revoluciji v umetnosti, arhitekturi in misli. Podvrsta tudorske arhitekture je elizabetinska arhitektura, od približno 1560 do 1600, ki ima kontinuiteto s kasnejšo jakobinsko arhitekturo v zgodnjem stuartskem obdobju.
V precej počasneje razvijajočih se slogih ljudske arhitekture je Tudor postal oznaka za pollesene stavbe, ki so precej pred letom 1485, druge pa precej po letu 1603; za ugotavljanje starosti objekta je potreben strokovni pregled. V mnogih regijah je bila kamnita arhitektura, ki na fasadi ni vidnega lesa, norma za dobre hiše, medtem ko so povsod najrevnejši živeli v enonadstropnih hišah z lesenimi okvirji in polnili, ki so bile preveč šibke, da bi lahko preživele štiri stoletja. V tej obliki je tudorski slog dolgo obdržal svoj vpliv na angleški okus. Kljub temu je tudorski slog nerodno slogovno poimenovanje z implicitnimi namigi o kontinuiteti skozi obdobje rodbine Tudor in zavajajočim vtisom, da je prišlo do slogovnega preloma ob pristopu Jakoba I. leta 1603, prvega iz hiše Stuart. Boljša diagnostika je perpendicular razporeditev pravokotnih navpično usmerjenih vzorcev oken vitrajev, uokvirjenih s strukturnimi prečkami in stebri, običajno iz kamna ali lesa, kot je hrast.
Nizek štiritočkovni tudorski lok je bil še ena odločilna značilnost in v tem obdobju je bila prvič predstavljena opečnata arhitektura, uvožena iz Nizozemskih dežel. V to obdobje sodijo nekatera najbolj izjemna okna - erkerji. Oblike so bolj razprte in okras postane bolj naravno. V času vladavine Henrika VIII. in Edvarda VI. je v Anglijo prispelo veliko italijanskih umetnikov; njihove okrasne značilnosti je mogoče videti v palači Hampton Court, stolpu Layer Marney, Sutton Place in drugod. Vendar pa je bil v naslednji vladavini Elizabete I. vpliv severnjaškega manierizma, ki je v glavnem izhajal iz knjig, večji. Dvorjani in drugi bogati elizabetinci so tekmovali v gradnji čudežnih hiš, ki so razglasile njihov status.
Razpustitev samostanov je velike količine zemlje prerazporedila bogatim, kar je povzročilo razcvet posvetne gradnje, pa tudi vir kamna. Gradnja cerkva se je že pred angleško reformacijo, po velikem razcvetu v prejšnjem stoletju, nekoliko upočasnila, skoraj popolnoma ustavila pa jo je reformacija. Meščanske in univerzitetne stavbe so v tem obdobju postajale vse številnejše, kar je zaznamovalo splošno vse večjo blaginjo. Opeka je bila na začetku tega obdobja nekakšna eksotika in draga redkost, vendar se je med tem začela zelo pogosto uporabljati v mnogih delih Anglije, tudi za skromne stavbe, postopoma omejuje tradicionalne metode, kot je predalčna lesena gradnja.
Škotska je bila v celotnem obdobju drugačna država in tukaj ni zajeta, vendar so na zgodnjo renesančno arhitekturo na Škotskem vplivali tesni stiki med francoskimi in škotskimi dvori in obstajajo številne stavbe izpred leta 1560, ki kažejo na temeljitejše prevzemanje celinskega renesančnega sloga kot njihove angleške ustreznice.